# Baumstown
Baumstown es un lugar designado por el censo ubicado en el condado de Berks en el estado estadounidense de Pensilvania. En el año 2010 tenía una población de 422 habitantes.

## Geografía
Baumstown se encuentra ubicado en las coordenadas 40°16′38″N 75°48′22″O / 40.27722, -75.80611.